# Szent Katalin-templom (Gyergyóditró)

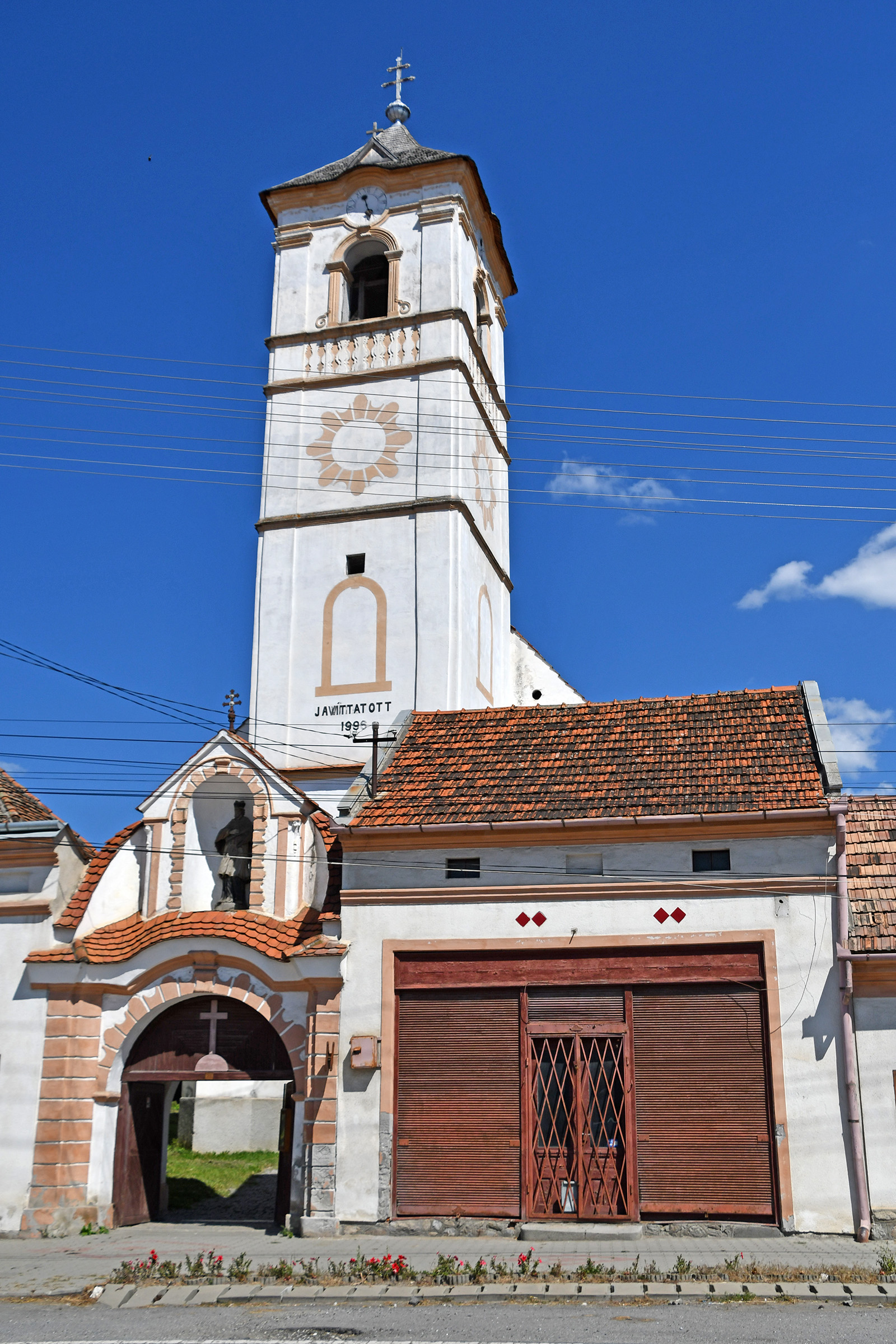

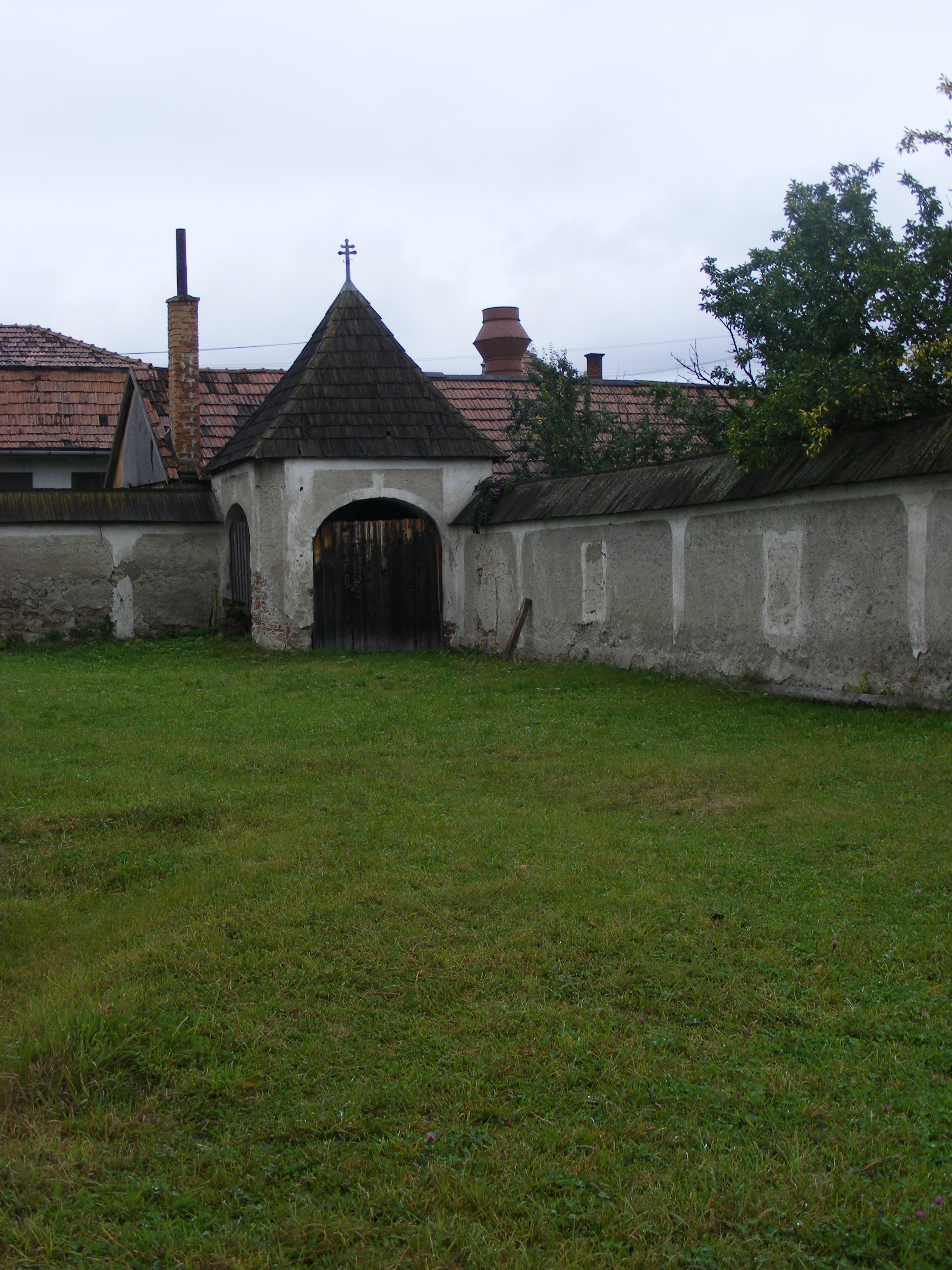

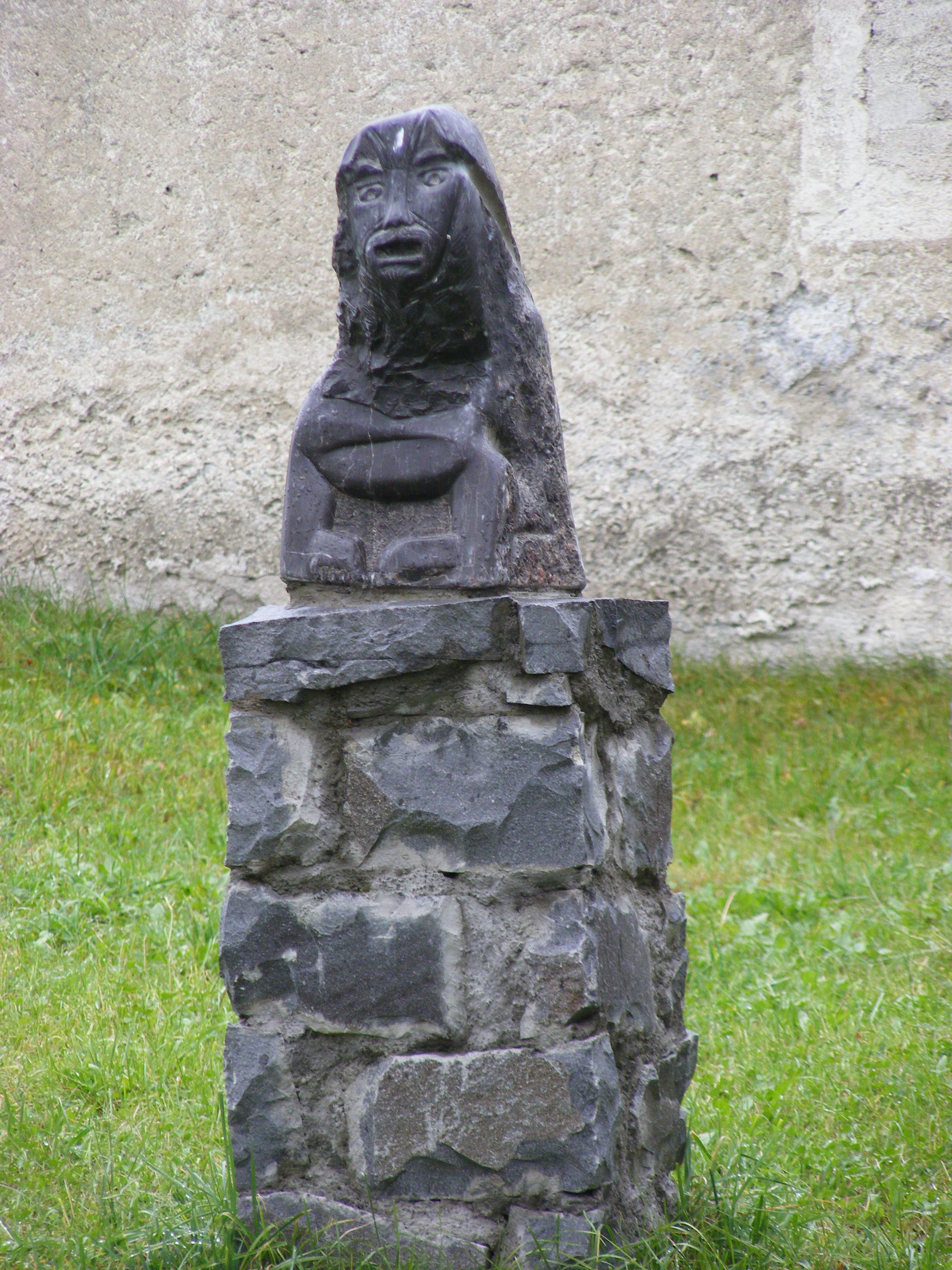
Szobor a Szent Katalin templom előtt

A gyergyóditrói római katolikus Szent Katalin-templom valószínűleg a 16. században épülhetett. Hargita megye műemlékeinek hivatalos jegyzékében a HR-II-a-B-12816 sorszámon szerepel.

## Története
Gyergyóditrót először az 1567-es regestrumban említették. 1576-ban Ditró, 1602-ben Gitro néven szerepelt. Benkő Károly szerint az egyházközségnek már 1500 előtt is volt plébániája. Ezt igazolja a község első templomának tornyán megőrzött nagy csúcsíves ablak. A reformáció után egy ideig Gyergyószárhegy filiája volt, 1711-től ismét anyaegyház lett.
A templom tornyát  1658-ban, 1712-ben és 1756-1757-ben újították fel.
1714-ben a műemlék épületet tűzvész pusztította.
1757-ben a templom hajóját újjáépítették és kibővítették, erre utal az alábbi felirat:
„Ecclesia haec aedificate ab anno 1756 ad an. 1757.”
A falu első templomát Alexandriai Szent Katalin tiszteletére szentelték fel.
Mivel a régi templom egy idő után kicsinek bizonyult, mindössze 600 hívő befogadására volt alkalmas, ezért 1911-ben felépítették az új kéttornyú templomot.

## Leírása
Az Alexandriai Szent Katalin tiszteletére szentelt templom máig megőrizte a régi gótikus épület néhány építészeti elemét, amelyek beépítve napjainkban is fennmaradtak.
Az 1756-1757-es  felújítás során a templomhajót kibővítették és teljesen újjáépítették, ugyanakkor a tornyot 3 öllel magasították.
A  templom belseje barokk díszítésű, főbejáratának ajtókerete  régi faragott kövekből van összerakva. 
Az egykor oltárképként használt 1600-as évszámmal ellátott Mária képen az alábbi csonka felirat olvasható:
„Gens Hungara, quid trepidas...”
A főoltáron Alexandriai Szent Katalinnak, a templom védőszentjének oltárképe található.Az oltáeképen a vértanút a kerékkel és a karddal, megkínzásának és kivégzésének eszközével ábrázolták. Fölötte Szent József a kisded Jézussal -olajfestmény. Két mellékoltára is díszíti a kistemplomot. Jobbról Szűz Mária oltárát láthatjuk a Lourdes-Mária szoborral, mely az 1858-as lourdes-i jelenések után került be a Szent Katalin templomba. A szobor fölött Szent Apollónia 3. sz. vértanú olajfestménye látható, akit úgy kínoztak meg, hogy élve kiszedték fogait, majd megölték. ezen az oltáron láthatjuk Ditrói Puskás Tivadar családjának a címerét is.Bal felől szent József mellékoltárát láthatjuk, Szent Józsefet a gyermek Jézussal ábrázolt szoborral, fölötte a pápai címerrel és Szent Mihály arkangyal olajfestményével. A sekrestyében látható kar nélküli, keresztre feszített korpusz Felső-Ausztria-i művész alkotása. A kórus hátfalán látható korpusz valószínűleg még az előző templomból maradt ránk. (B.L.S),
A templom tornya 35 méter magas, amelyen befalazva egy nagy csúcsíves ablak nyomai látszanak, s valamikor három harangnak is otthont adott, melyeket valószínűleg az 1917-es rekviráláskor vittek el. Ma a toronyban csend van, nincsenek harangjai. (B.L.S.)
A műemlék épület  eredetileg vártemplom volt, egyes védelmi falrészei még napjainkban is láthatók. Szent Katalin templomot kívül-belül 1996-ban restaurálták,Várfalára a déli kaput Köllő Miklós műépítész tervei alapján Mezei Ádám ditrói asztalosmester készítette 2010-ben. 2013-ban a cserepeket meghányták, a sekrestyében és a Szent Antal kápolnában a korhadt deszkapadlót agyagpadlóra cserélték, a sekrestyébe padlófűtést szereltek, a sekrestye bútorait és a templom mozgatható padjait Hompoth Péter asztalosmester, az egykori harangozó, aki 1996-ban a templom belső fabútorait is restaurálta, újrafestette. 2018-ban a tornyot máramarosi pattintott dránicával máramarosi mesterek újrafödték.
2015-től egymanuálos, hat regiszteres, pedálos orgonája is van, melyet Pap Zoltán székelyudvarhelyi orgonaépítő műhelyében készítettek Baróti László-Sándor plébános szolgálata idején. Az orgonát a ditrói születésű Ft. Siklódi Sándor, a clevelandi Szent Imre plébánia plébánosának hagyatékából vásárolták.A templom udvarán Kolozsi Tibor ditrói születésű szobrász alkotásai láthatók. (B.L.S.)